# Nilsko crvena
Nilska crvena (također poznata i kao nilsko plavi oksazon) lipidno je bojilo koje unutarstanične kapljice lipida boja žutom bojom. U većini polarnih otapala nilska crvena neće fluorescirati; međutim, kada je u okruženju bogatom lipidima može biti snažno fluorescentna, s različitim bojilima od tamnocrvene (za lipidne polarne membrane) do jake emisije žutog zlata (za neutralne lipide u unutarstaničnim spremnicima). Boja je visoko solvatokromna (različito se boji u različitim otapalima) i njena valna duljina emisije i pobude pomiče se ovisno o polaritetu otapala. i u polarnim medijima teško da će uopće fluorescirati. Nilska crvena ima primjenu u biologiji stanica, gdje se može koristiti kao membranska boja koja se lako može prokazati pomoću epifluorescentnog mikroskopa s valnim duljinama pobude i emisije obično podijeljenim s crvenim fluorescentnim proteinom. Nilska crvena boja također se koristi kao dio osjetljivog postupka otkrivanja mikroplastike u boci. Uz to, nilska crvena je izvanredno bojilo za izradu membrane za različite senzore koji otkrivaju promjene u okolišu, poput okusa, plina, pH, i tako dalje.

## Oksazini
Oksazini su heterociklički spojevi koji sadrže jedan kisikov i jedan dušikov atom u dvostruko nezasićenom šesteročlanom prstenu. Izomeri postoje ovisno o relativnom položaju atoma i relativnom položaju dvostrukih kemijskih veza. Derivati se nazivaju isto oksazini; primjeri uključuju ifosfamid i morfolin (tetrahidro-1,4-oksazin). Tržišno dostupan dihidro-1,3-oksazin je reagens u Meyersovoj sintezi aldehida. Fluorescentna bojila poput nilske crvene i nilsko plave temelje se na aromatskom benzofenoksazinu. Cinabarin i cinabarska kiselina dva su prirodna dioksazina koja se dobivaju biorazgradnjom triptofana.

### Oksazinska bojila
Oksazinska bojila sadrže kao kromofor fenoksazonijsku grupu često kondenziranu s aromatskim sistemima. Stabilizacija rezonantnih kinonoidnih oblika, u kojima se ta bojila kao soli s jakim kiselinama nalaze, povećava se prisutnošću auksokromnih skupina (—N < i —OH) u m-položaju prema kisiku, odnosno u p-položaju prema dušiku. Važnost ima danas još samo mala grupa dioksazinskih bojila, u kojima su dva oksazinska sistema kondenzirana. To su briljantna, vrlo postojana bojila za direktno bojenje pamuka i vune. Primjer za njih je Siriuslichtblau FF2GL, C.I. 51300, koji se priprema kondenzacijom p-aminodifenilamin-o-sulfonske kiseline s tetraklor-p-benzokinonom (kloranilom) u vodenoj otopini uz magnezijev oksid i zatim ciklizacijom tako dobivenog intermedijarnog produkta s pomoću oleuma.

### Slike
|                                                                                            |                                             |                                                                                                |
| Nilska crvena pod vidljivom i ultraljubičastom (366 nm) svjetlošću u različitim otapalima. | Bacillus subtilis obojan s nilskom crvenom. | Vizualizacija raspodjele lipida kod nematoda Caenorhabditis elegans, obojenih nilskom crvenom. |

|                                                                                               |                                                                                               |
| Korijenove dlake soje obojene nilskom crvenom (epifluorescentna mikroskopija, pobuda 405 nm). | Korijenove dlake soje obojene nilskom crvenom (epifluorescentna mikroskopija, pobuda 405 nm). |